# 15606 Winer
15606 Winer este un asteroid din centura principală de asteroizi.

## Descriere
15606 Winer este un asteroid din centura principală de asteroizi. A fost descoperit pe 11 aprilie 2000 la Fountain Hills (Arizona) de Charles W. Juels. Asteroidul prezintă o orbită caracterizată de o semiaxă mare de 2,18 ua, o excentricitate de 0,17 și o înclinație de 3,7° în raport cu ecliptica.